# Де Бака
Окръг Де Бака (на английски: De Baca County) е окръг в щата Ню Мексико, Съединени американски щати. Площта му е 6045 km², а населението – 1829 души (2017). Административен център е град Форт Съмнър.